# Outta Place
Outta Place es el segundo álbum del grupo de rock estadounidense The Real Kids. Fue editado en 1982 por la discográfica Star Rhythm Records.

## Lista de canciones
| Outta Place |                           |          |  |
| N.º         | Título                    | Duración |  |
| 1.          | «Can't Talk to That Girl» | 3:09     |  |
| 2.          | «No Place Fast»           | 2:57     |  |
| 3.          | «Senseless»               | 4:44     |  |
| 4.          | «It's Been Real»          | 2:57     |  |
| 5.          | «Every Day Is a Saturday» | 3:26     |  |
| 6.          | «Small Town»              | 4:24     |  |
| 7.          | «Problems»                | 2:13     |  |
| 8.          | «Outta Place»             | 3:36     |  |

- Datos: Q25406842